# Вежея
Вежея (пол. Wierzeja) — село в Польщі, у гміні Душники Шамотульського повіту Великопольського воєводства.
Населення — 189 осіб (2011).
У 1975-1998 роках село належало до Познанського воєводства.

## Демографія
Демографічна структура станом на 31 березня 2011 року:
|          | Загалом | Допрацездатний вік | Працездатний вік | Постпрацездатний вік |
| -------- | ------- | ------------------ | ---------------- | -------------------- |
| Чоловіки | 85      | 17                 | 63               | 5                    |
| Жінки    | 104     | 25                 | 64               | 15                   |
| Разом    | 189     | 42                 | 127              | 20                   |